# Gerald McRaney

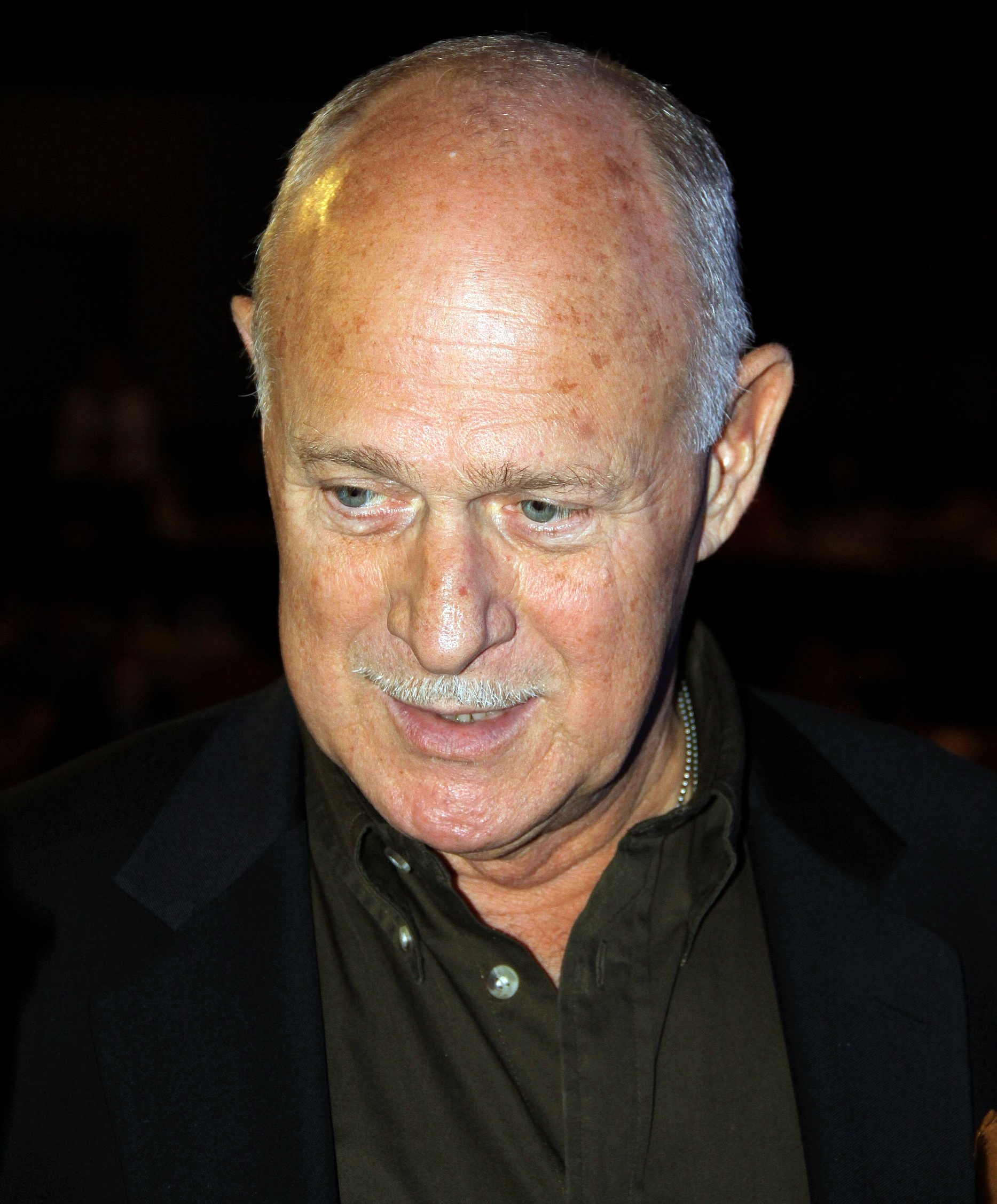
Gerald McRaney (2010)

Gerald McRaney (* 19. August 1947 in Collins, Covington County, Mississippi) ist ein US-amerikanischer Schauspieler. Er wirkte in über 80 Fernseh- und Filmproduktionen mit und ist häufig Gaststar in Fernsehserien.

## Leben
Im Alter von 14 Jahren hinderte ihn eine Knieverletzung daran, American Football – seine große Leidenschaft – weiterzuverfolgen, so dass er sich nach anderen Betätigungen umsah. Er engagierte sich fortan im Schauspielkurs an seiner Junior High School. Ein späteres Schauspielstudium an der Universität von Mississippi brach er ab.
1967, nach der Heirat mit Beverly Root, erhielt er eine Anstellung als Assistent des Bühnenmanagers an einem Theater in New Orleans. Nebenbei arbeitete er zunächst noch auf einem Ölfeld in Louisiana, um sein geringes Einkommen etwas aufzubessern, bevor er sich schließlich auch auf der Bühne des Theaters präsentieren durfte. Danach gelang es ihm, einige Filmrollen zu ergattern, so dass er ab 1969 auch in Filmen zu sehen war.
1971, nach der Scheidung von seiner Ehefrau, zog Gerald McRaney nach Los Angeles, um dort weiter an seiner Schauspielkarriere zu arbeiten. Es folgten zahlreiche Nebenrollen in Fernsehserien. Mit Rauchende Colts gelang ihm schließlich der Durchbruch. Von 1981 bis 1989 spielte er neben Jameson Parker die Hauptrolle in der Serie Simon & Simon, die ihm zu landesweiter Bekanntheit verhalf.
Von 1989 bis 1993 spielte er die Titelrolle in der Comedyserie Major Dad. Von 1996 bis 1999 spielte er die Rolle des Familienvaters Russell Greene in den Fernsehserien Ein Hauch von Himmel (Touched by an Angel) und Ein Wink des Himmels (Promised Land). In der Westernserie Deadwood (2005–2006) porträtierte McRaney den amerikanischen Geschäftsmann und Multimillionär George Hearst. Zudem spielte er in der Politserie House of Cards von 2013 bis 2014 den einflussreichen Multimilliardär Raymond Tusk. Für seine Darstellung des Dr. Nathan Katowski in der NBC-Serie This Is Us gewann er 2017 einen Emmy als Bester Gastdarsteller in einer Dramaserie.
Mit seiner dritten Ehefrau, der Schauspielerin Delta Burke, die er am 28. Mai 1989 heiratete, lebt er zurückgezogen auf einer Farm in Mississippi.
1992 begleitete er George H. W. Bush auf seiner Werbekampagne zur Wiederwahl als Präsident der Vereinigten Staaten von Amerika.

## Filmografie (Auswahl)
- 1969: Night of Bloody Horror
- 1970: Women and Bloody Terror
- 1972: Wo alle Wege enden (Night Gallery, Fernsehserie, Folge 2x19 Deliveries in the Rear/Stop Killing Me/Dead Weight)
- 1973–1975: Rauchende Colts (Gunsmoke, Fernsehserie, 3 Folgen)
- 1974: FBI (The F.B.I., Fernsehserie, Folge 9x19 Deadly Ambition)
- 1975: Mannix (Fernsehserie, Folge 8x16 Edge of the Web)
- 1976: Hawaii Fünf-Null (Hawaii Five-O, Fernsehserie, Folge 9x11 Target – A Cop)
- 1974: Cannon (Fernsehserie, Folge 3x16 Photo Finish)
- 1974–1976: Barnaby Jones (Fernsehserie, 3 Folgen)
- 1975: Petrocelli (Fernsehserie, 2 Folgen)
- 1975–1976: Die Straßen von San Francisco (The Streets of San Francisco, Fernsehserie, 2 Folgen)
- 1975–1977: Detektiv Rockford – Anruf genügt (The Rockford Files, Fernsehserie, 4 Folgen)
- 1976: Make-up und Pistolen (Police Woman, Fernsehserie, 2 Folgen)
- 1976: Bumpers Revier (The Blue Knight, Fernsehserie, 3 Folgen)
- 1977: Der Sechs-Millionen-Dollar-Mann (The Six Million Dollar Man, Fernsehserie, Folge 4x21)
- 1977: Die Zwei mit dem Dreh (Switch, Fernsehserie, Folge 2x22 Two on the Run)
- 1977: Eight Is Enough (Fernsehserie, Folge 2x05 Mortgage Burnin' Blues)
- 1977: CHiPs (Fernsehserie, Folge 1x12 Aweigh We Go)
- 1977: Der Manipulator (The Brain Machine)
- 1978: Baretta (Fernsehserie, Folge 4x12 Why Me?)
- 1978: The Jordan Chance (Fernsehfilm)
- 1978: Flucht ins 23. Jahrhundert (Logan’s Run, Fernsehserie, Folge 1x23 Turnabout)
- 1978–1980: Der unglaubliche Hulk (The Incredible Hulk, Fernsehserie, 4 Folgen)
- 1979: Durch die Hölle nach Westen (How the West Was Won, Fernsehserie, Folge 3x09 Luke)
- 1979: Women in White (Fernsehfilm)
- 1979: Roots – Die nächsten Generationen (Roots: The Next Generations, Fernsehserie, Folge Part II)
- 1979: Ein Duke kommt selten allein (The Dukes of Hazzard, Fernsehserie Folge 2x08 Hazzard Connection)
- 1980: Where The Ladies Go (Fernsehfilm)
- 1980: Verhängnisvolle Leidenschaft (Rape and Marriage: The Rideout Case)
- 1980: Die Aliens kommen (Aliens Are Coming, Fernsehfilm)
- 1981: The Seal (Fernsehfilm)
- 1981–1989: Simon & Simon (Fernsehserie, 156 Folgen)
- 1982: Memories Never Die (Fernsehfilm)
- 1982: Magnum (Fernsehserie, Folge 3x02 Ki’is Don’t Lie)
- 1983: Fluch der Leidenschaft (The Haunting Passion, Fernsehfilm)
- 1984: City Killer – Eine Stadt in Panik (City Killer)
- 1984: Die unendliche Geschichte (The NeverEnding Story)
- 1986: Der Frauenmörder von Los Angeles (Easy Prey)
- 1986: Schakale der Nacht (Jackals)
- 1987: Weihnachten mit einem Tramp (A Hobo’s Christmas)
- 1987–1988: Mann muss nicht sein (Designing Women, Fernsehserie, 2 Folgen)
- 1988: Gringos, Gold und flotte Girls (Where the Hell’s That Gold?)
- 1988: Das Grab am See (The People Across the Lake)
- 1989: Tödliche Galaxie (Murder on the Moon)
- 1989–1993: Major Dad (Fernsehserie, 96 Folgen)
- 1990: Newhart (Fernsehserie, Folge 8x12 Lights! Camera! Contractions!)
- 1990: Blinder Hass (Blind Vengeance)
- 1990: Das Vergessene Volk (Vestige of Honor)
- 1991: Verfluchte Liebe (Love and Curses)
- 1991: Mörderische Freundschaft (Fatal Friendship)
- 1993: Scherben des Glücks (Scattered Dreams)
- 1994: Der Polizeichef (The Commish, Fernsehserie, 3x15 Father Eddie)
- 1994: Diagnose: Mord (Diagnosis Murder, Fernsehserie, Folge 1x13 Lily)
- 1994: Sie kannte ihren Killer (Someone She Knows)
- 1994: Hilferuf aus den Flammen (Not Our Son)
- 1994: Armed & Innocent – Ein Junge gegen die Killer (Armed and Innocent)
- 1994: Motorcycle Gang (Fernsehfilm)
- 1994: Blind Attack – Hart, schnell, gnadenlos (Blind Vengeance)
- 1994: Hochzeit des Todes (Deadly Vows)
- 1994: Burkes Gesetz (Burke’s Law, Fernsehserie, Folge 1x01 Who Killed the Starlet?)
- 1995: Mord ist ihr Hobby (Murder, She Wrote, Fernsehserie, Folge 12x02 A Quaking in Aspen)
- 1995: Mit Herz und Scherz (Coach, Fernsehserie, Folge 7x17 The Walk-On)
- 1995: Junge Schicksale (ABC Afterschool Specials, Fernsehserie, Folge 24x01 Fast Forward)
- 1995: Women of the House (Fernsehserie, Folge 1x07 The Afternoon Wife)
- 1995: Simon & Simon: Precious Cargo
- 1995: Lassiter: Mord in New Orleans (Jake Lassiter: Justice on the Bayou)
- 1995: Ärztinnen – Auf Leben und Tod (Nothing Lasts Forever)
- 1995: Verliebt in einen Frauenschänder (The Stranger Beside Me)
- 1995–1996: Central Park West (Fernsehserie, 9 Folgen)
- 1995–1998: Ein Hauch von Himmel (Touched by an Angel, Fernsehserie, 5 Folgen)
- 1996–1999: Ein Wink des Himmels (Home of the Brave, Fernsehserie, 69 Folgen)
- 1997: The Protector
- 1997: Rätselhaftes Verschwinden – Ein Alptraum wird wahr (A Nightmare Come True)
- 1997: Tausend Männer und ein Baby (A Thousand Men and a Baby)
- 1999: A Holiday Romance (Fernsehfilm)
- 1999: Shake, Rattle and Roll: An American Love Story (Fernsehfilm)
- 2000: Comanche
- 2000: Take Me Home: The John Denver Story (Fernsehfilm)
- 2001: Meuterei unter Wasser – USS Lansing antwortet nicht (Danger Beneath the Sea)
- 2001: JAG – Im Auftrag der Ehre (JAG, Fernsehserie, 2 Folgen)
- 2001, 2004: The West Wing – Im Zentrum der Macht (The West Wing, Fernsehserie, 2 Folgen)
- 2002: Third Watch – Einsatz am Limit (Third Watch, Fernsehserie, 2 Folgen)
- 2002: Becoming Glen (Kurzfilm)
- 2002: Presidio Med (Fernsehserie, 2 Folgen)
- 2002: Tornado Warning (Fernsehfilm)
- 2002: Hansel & Gretel
- 2003: Dead Zone (The Dead Zone, Fernsehserie, 2x06 Scars)
- 2003: Mister Sterling (Fernsehserie, 5 Folgen)
- 2003: Sturz ins Verderben (Going for Broke)
- 2004: One Tree Hill (Fernsehserie, Folge 1x12 Crash Course in Polite Conversations)
- 2004: Commando Nanny (Fernsehserie)
- 2004: Ike: Countdown to D-Day
- 2005–2006: Deadwood (Fernsehserie, 13 Folgen)
- 2006: Saving Shiloh
- 2006–2008: Jericho – Der Anschlag (Jericho, Fernsehserie, 23 Folgen)
- 2008: Women’s Murder Club (Fernsehserie, 2 Folgen)
- 2009: CSI: Vegas (CSI: Crime Scene Investigation, Fernsehserie, Folge 9x24 All In)
- 2009: Am Ende des Weges – Eine wahre Lügengeschichte (Get Low)
- 2010: Das A-Team – Der Film (The A-Team)
- 2010–2011: Undercovers (Fernsehserie, 13 Folgen)
- 2011–2012: Fairly Legal (Fernsehserie, 5 Folgen)
- 2012: Red Tails
- 2012–2013: Mike & Molly (Fernsehserie, 6 Folgen)
- 2012–2015: Longmire (Fernsehserie, 8 Folgen)
- 2013: Southland (Fernsehserie, 5 Folgen)
- 2013: Wo Du zu Hause bist (Heart of the Country)
- 2013–2017: House of Cards (Fernsehserie, 16 Folgen)
- 2014: The Best of Me – Mein Weg zu dir (The Best of Me)
- 2014–2019, 2021–2023: Navy CIS: L.A. (NCIS: Los Angeles, Fernsehserie, 54 Folgen)
- 2015: Focus
- 2015: Agent X (Fernsehserie, 10 Folgen)
- 2016: Castle (Fernsehserie, 2 Folgen)
- 2016–2022: This Is Us – Das ist Leben (This Is Us, Fernsehserie, 10 Folgen)
- 2017: 24: Legacy (Fernsehserie, 11 Folgen)
- 2018: Shooter (Fernsehserie, 11 Folgen)
- 2019: Deadwood – Der Film (Deadwood: The Movie, Fernsehfilm)
- 2019: Dolly Partons Herzensgeschichten (Dolly Parton’s Heartstrings, Fernsehserie, Folge 1x03 If I Had Wings)
- 2020: Filthy Rich (Fernsehserie, 10 Folgen)
- seit 2025: Paradise (Fernsehserie)